# Pastriz
Pastriz è un comune spagnolo di 1 370 abitanti situato nella comunità autonoma dell'Aragona.